# Georg Kreuzberg

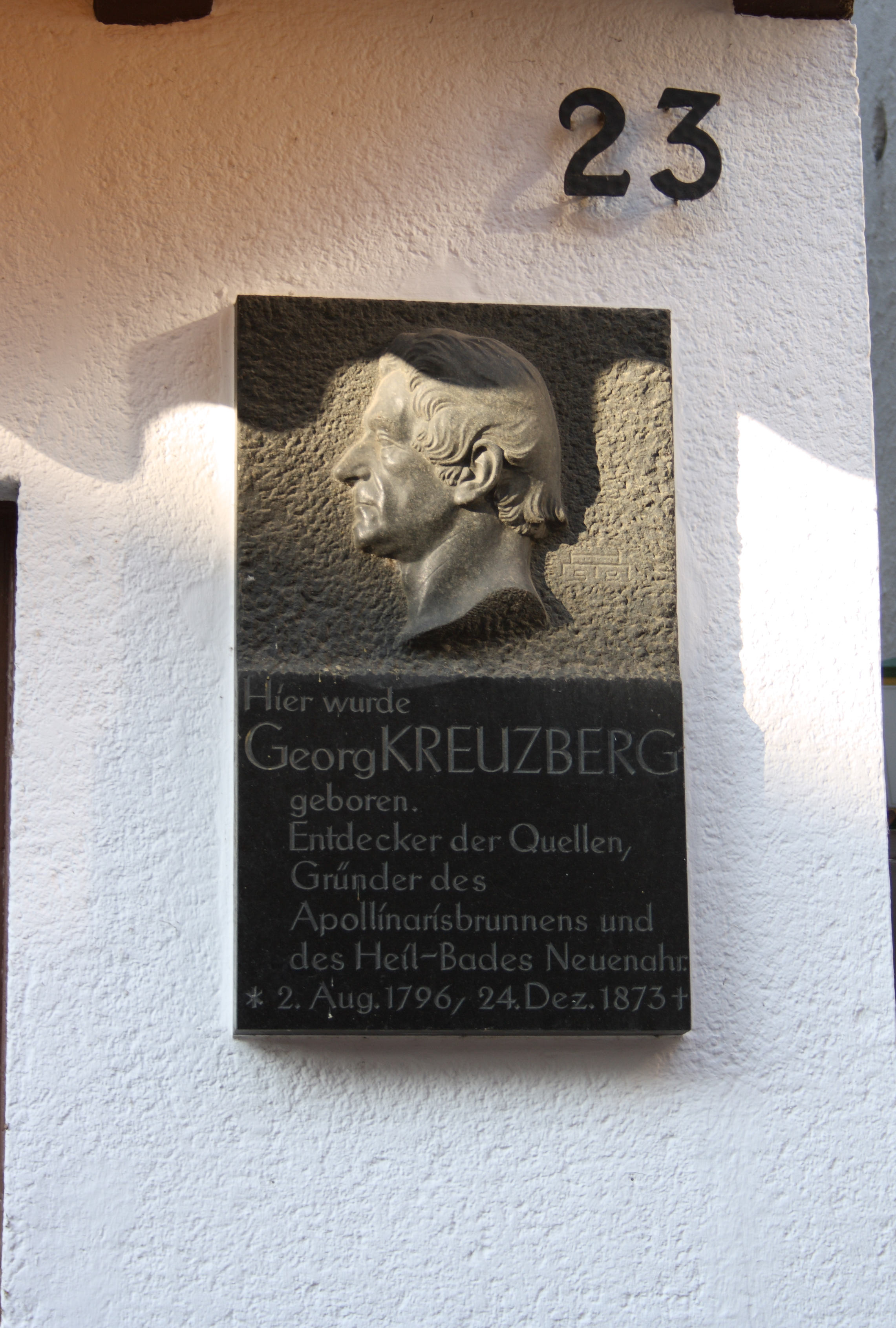
Gedenktafel am Geburtshaus Georg Kreuzbergs, Marktplatz 23 in Ahrweiler

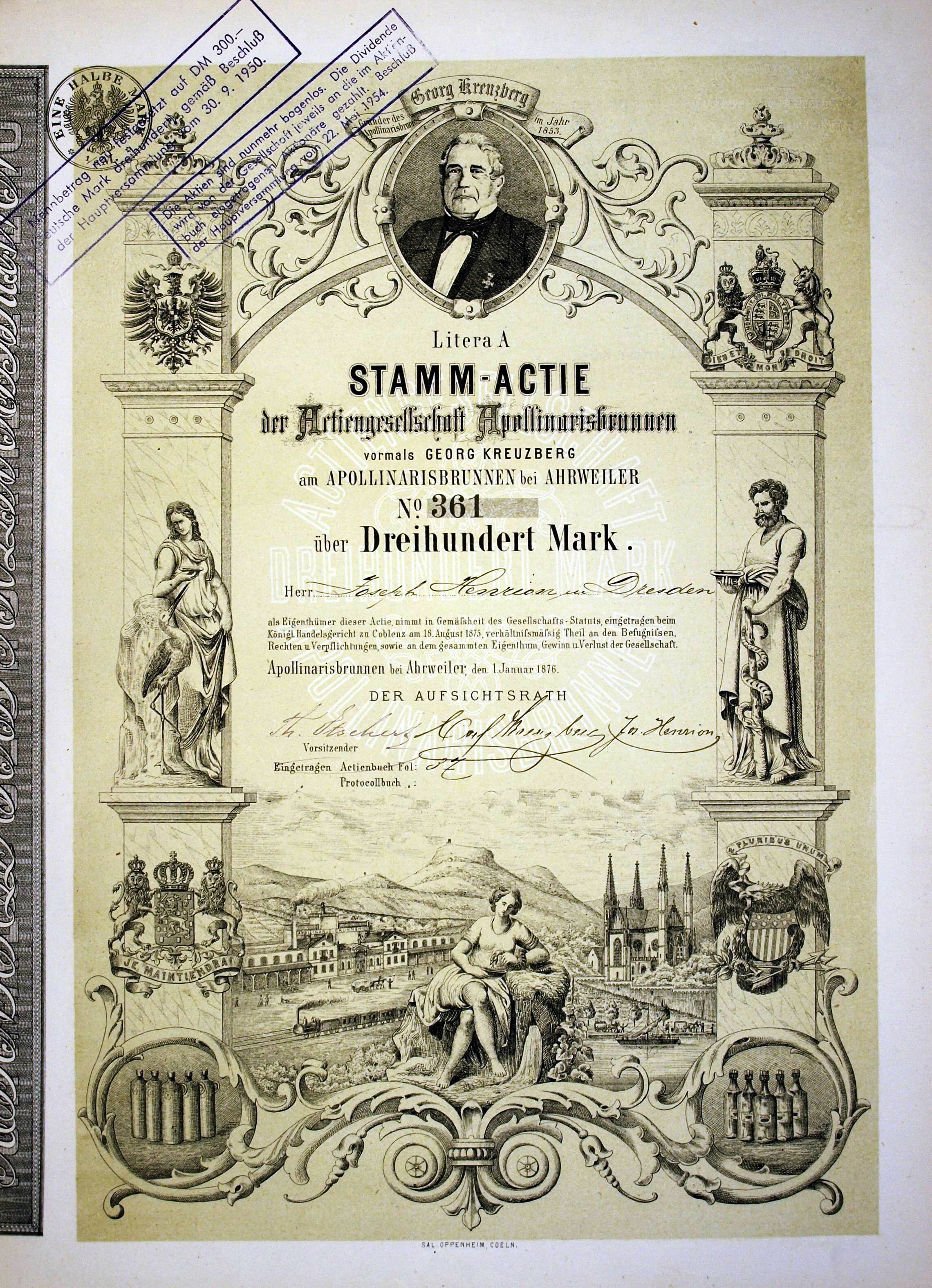
Namensaktie der AG Apollinarisbrunnen vormals Georg Kreuzberg vom 1. Januar 1876 mit Darstellung von Georg Kreuzberg in der Vignette und seiner Unterschrift

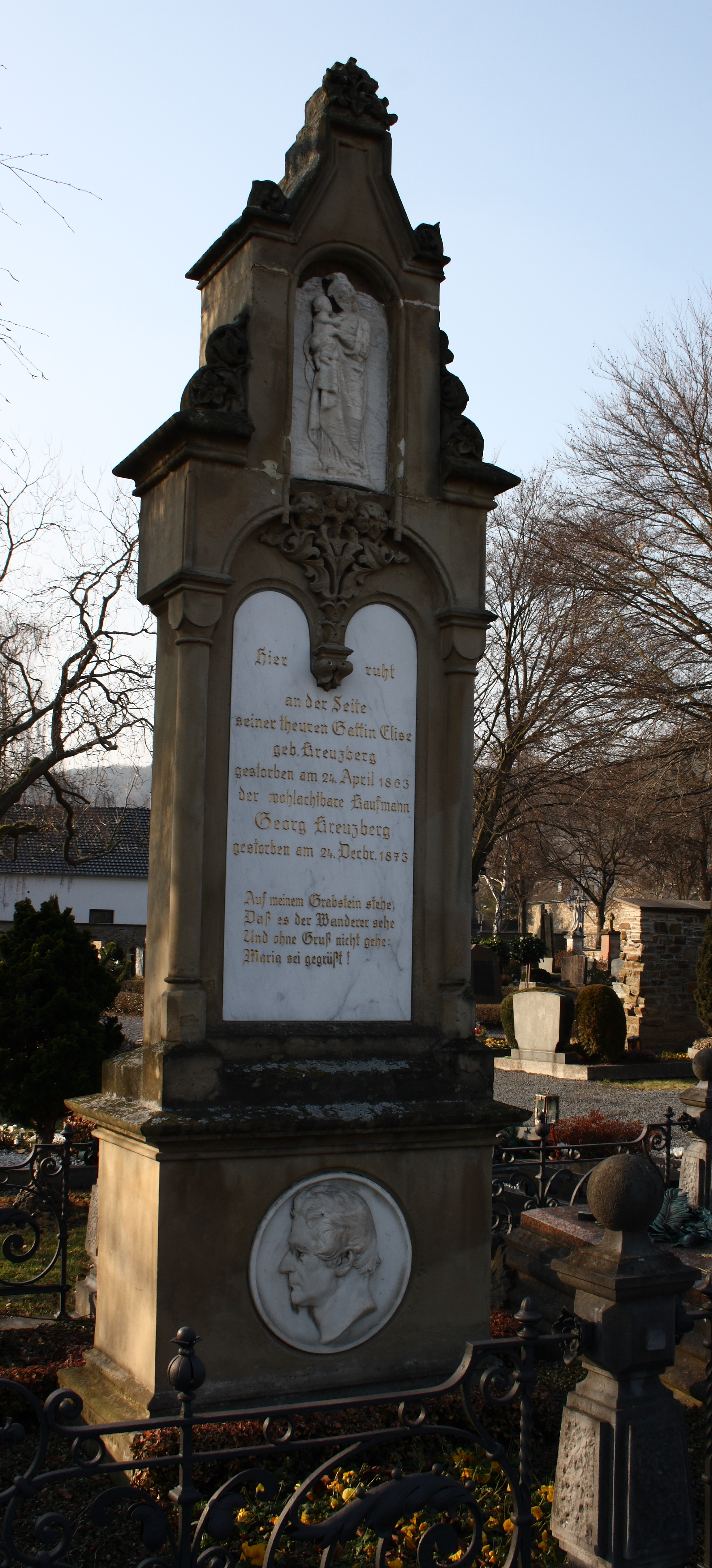
Grabstein für Georg Kreuzberg und seine Frau auf dem Ahrweiler Friedhof

Georg Kreuzberg (* 2. August 1796 in Ahrweiler; † 24. Dezember 1873 ebenda) war der Entdecker der Quellen, Gründer des Apollinarisbrunnens und des Heilbades Bad Neuenahr.

## Leben
Georg Kreuzberg wurde als fünfter Sohn und siebtes von neun Kindern des Samson Kreuzberg (* 17. August 1755 in Ahrweiler; † 30. Oktober 1832 ebenda) – nach der Konversion vom Judentum zum katholischen Glauben wird er im Taufbuch als Peter Josef Franziskus Kreuzberg aufgeführt – und der Margaretha geb. Kündgen (* 15. Dezember 1757 in Fritzdorf; † 1. März 1832 in Ahrweiler) geboren. Nach den Steuerunterlagen des Jahres 1831 war der Vater Besitzer von vier Häusern in Ahrweiler und als Weinhändler tätig, er war auch als „Kirchenrath“ in der katholischen Gemeinde ehrenamtlich aktiv.
Der Sohn Georg Kreuzberg nahm 1815/16 an den Napoleonischen Kriege teil. Am 24. Mai 1823 heiratete Georg die namensgleiche und entfernt verwandte Maria Elisabeth Kreuzberg (* 15. Februar 1801 in Ahrweiler; † 24. April 1863 ebenda), mit der er vier Töchter und zwei Söhne hatte. Wahrscheinlich hatte er zunächst in der Weinhandlung seines Vaters gearbeitet, bis er sich am 22. Juli 1823 als Krämer für Eisen- und Holzwaren selbständig machte. Von 1829 bis 1833 war Georg Kreuzberg Schützenkönig der Ahrweiler Schützengesellschaft, der auch seit 1833 der Kronprinz und spätere König von Preußen Friedrich Wilhelm angehörte. Im Laufe der 1830er Jahre wurde Georg Kreuzberg Besitzer vieler Weinbergsparzellen an der Ahr.

### Apollinaris-Brunnen
Bis in die 1850er Jahre entwickelte sich Georg Kreuzberg zu einer bekannten und wohlhabenden Persönlichkeit in der Region, mit Kontakten nach Koblenz, Bonn, Köln und Berlin. Er kaufte 1837 eine Parzelle Rebland und Viehweide „an der Steinkaul“ und ein Stück Weinberg am Hangfuß des Kesselbergs, direkt an der Landstraße und ähnlich der Lage des bereits lange bekannten Heppinger Brunnens. Erst 1851 wird mit Hilfe des Bonner Professors für Geologie Karl Gustav Bischof eine Sondierung vorgenommen und die Quelle bei einer Hauptbohrung entdeckt. 1852 wird die Quelle gefasst und eine Abfüllanlage errichtet. Ein in der Nähe der Quelle stehender Bildstock, dem hl. Apollinaris geweiht, inspiriert zur Namensnennung Apollinaris Brunnen. Im Jahr 1853 beginnt der Versand des Mineralwassers in Krügen. Das Geschäft entwickelte sich in den folgenden Jahren durch technische Innovationen, wie die Abfüllung mit quelleigener Kohlensäure und dadurch besserer Haltbarkeit, sprunghaft.

### Kurbetrieb Bad Neuenahr
Ab 1852 beschäftigte sich Georg Kreuzberg mit der Erschließung weiterer, nunmehr aber warmer Mineralquellen, denn die Bäderreisen und Kuraufenthalte entwickelten sich im 19. Jahrhundert in ganz Europa. Zusammen mit vermögenden Persönlichkeiten im Rheinland gründete er 1857 eine Kommanditgesellschaft, die 1860 in Aktiengesellschaft Bad Neuenahr umbenannt wurde, um die enormen Investitionen für den Kurbetrieb zu tätigen. Am 28. Juli 1858 weihte Augusta, die Gattin des späteren deutschen Kaisers Wilhelm I., die Kuranlagen ein.
Georg Kreuzberg starb am 24. Dezember 1873 mit 77 Jahren und wurde auf dem Friedhof in Ahrweiler, gegenüber dem Ahrtor, bestattet.

## Ehrungen
Im Jahr 1868 erhielt Georg Kreuzberg vom preußischen König Wilhelm I. den Kronenorden IV. Klasse. 
Im Jahr 1902 wurde eine Straße in Bad Neuenahr in Georg-Kreuzberg-Straße umbenannt.